# Paul Mescal
Paul Colm Michael Mescal, irski filmski in gledališki igralec, * 2. februar 1996, Maynooth, County Kildare, Irska.

## Filmografija
- 2019: Bump ... Matt
- 2020: Normal People ... Connell Waldron
- 2020: The Deceived ... Seán McKeogh
- 2021: The Lost Daughter ... Will
- 2022: God's Creatures ... Brian O'Hara
- 2022: Aftersun ... Calum Paterson
- 2022: Carmen ... Aidan
- 2023: All of Us Strangers ... Harry
- 2023: Foe ... Junior
- 2024: Gladiator II ... Lucius Verus

## Gledališče
- 2017: The Great Gatsby ... Jay Gatsby
- 2017–2018: The Red Shoes ... Prince
- 2018: The Plough and the Stars ... Lieutenant Langon
- 2018: Asking for It ... Bryan
- 2018: A Midsummer Night's Dream ... Demetrius
- 2018: A Portrait of the Artist as a Young Man ... Stephen Dedalus
- 2020: The Lieutenant of Inishmore ... Mad Padraic
- 2022–2023: A Streetcar Named Desire ... Stanley Kowalski